# アルチニ石
アルチニ石(Artinite)は、化学式Mg2(CO3)(OH)2・3H2Oのマグネシウム炭酸塩鉱物である。白色絹状の単斜晶系柱状結晶を形成する。モース硬度は2.5で、比重は2である。酸に溶けやすい。
低温の熱水鉱床や蛇紋岩化した超苦鉄質岩内で形成される。関連する鉱物には、水滑石、水苦土石、パイロオーロ石、クリソタイル、アラレ石、方解石、苦灰石、菱苦土鉱等がある。

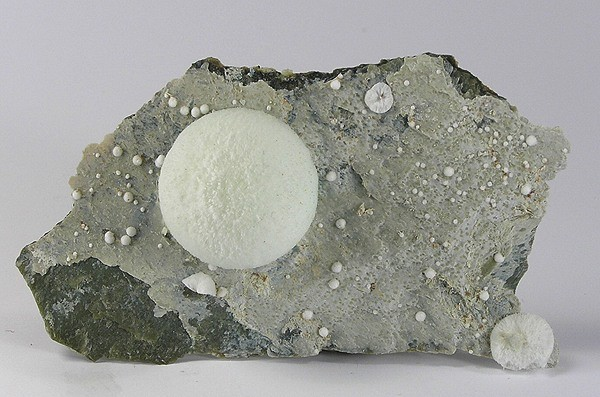
アルチニ石は、繊維状結晶が放射状に成長し、球状となることがある。カリフォルニア州ニュー・アイドリア産出の標本。大きさは9.2 x 5.2 x 1.5 cm

1902年にイタリアのロンバルディア州で初めて報告され、イタリア人の鉱物学者エットーレ・アルティーニの名前に因んで命名された。